# Juan Junquera Huergo
Juan Junquera Huergo (Reboria, parroquia de San Andrés de los Tacones en Gijón 1804 - Oviedo, 6 de mayo de 1880) fue un profesor y escritor asturiano.

## Biografía
Nace en Reboria y estudia derecho en la Universidad de Oviedo
En 1856 es nombrado profesor en el Instituto Jovellanos de Gijón de dónde es nombrado vicedirector entre 1870 y 1879.

## Obra
Compaginó su labor docente con la de escritor y periodista, realizando diferentes colaboraciones en la prensa asturiana.
Sus obras son:
- Archivo general de Gijón o colección de documentos para la historia, estadística y topografía de la villa y concejo de Gijón, sacados de varios archivos y anotados (Gijón, 1841).
- Llos trabayos de Chinticu (Gijón, 1843).

Las siguientes obras fueron escritas por él, pero no fueron publicadas, siendo encontrados los manuscritos en la biblioteca de la Fundación Menéndez Pidal de Madrid en 1989 por José Luis García:
- Diccionario del Dialecto Asturiano
- Diccionario asturiano-castellano (Hasta la letra «E»)